# František Junek
František Junek (Karlín, 17 gennaio 1907 – Praga, 17 marzo 1970) è stato un calciatore cecoslovacco, di ruolo attaccante.

## Palmarès

### Club
- Campionato cecoslovacco: 6

Slavia Praga: 1929, 1930, 1931, 1933, 1934, 1935